# Günzburg járás
Günzburg járás egy járás Bajorországban. Günzburg járás Dillingen an der Donau, Augsburg, Unterallgäu, Neu-Ulm, Alb-Donau, Heidenheim, Illertissen, Krumbach, Augsburg, Wertingen és Günzburg járásokkal határos. Lakosainak száma 107 120 fő (1987. május 25.).

## Népesség
A járás népessége az elmúlt években az alábbi módon változott:
| Lakosok száma | 104 327 | 107 120 | 120 130 | 120 696 | 121 828 | 123 153 | 123 498 | 124 519 |
|               | 1970    | 1987    | 2012    | 2013    | 2014    | 2015    | 2016    | 2017    |